# 브란성

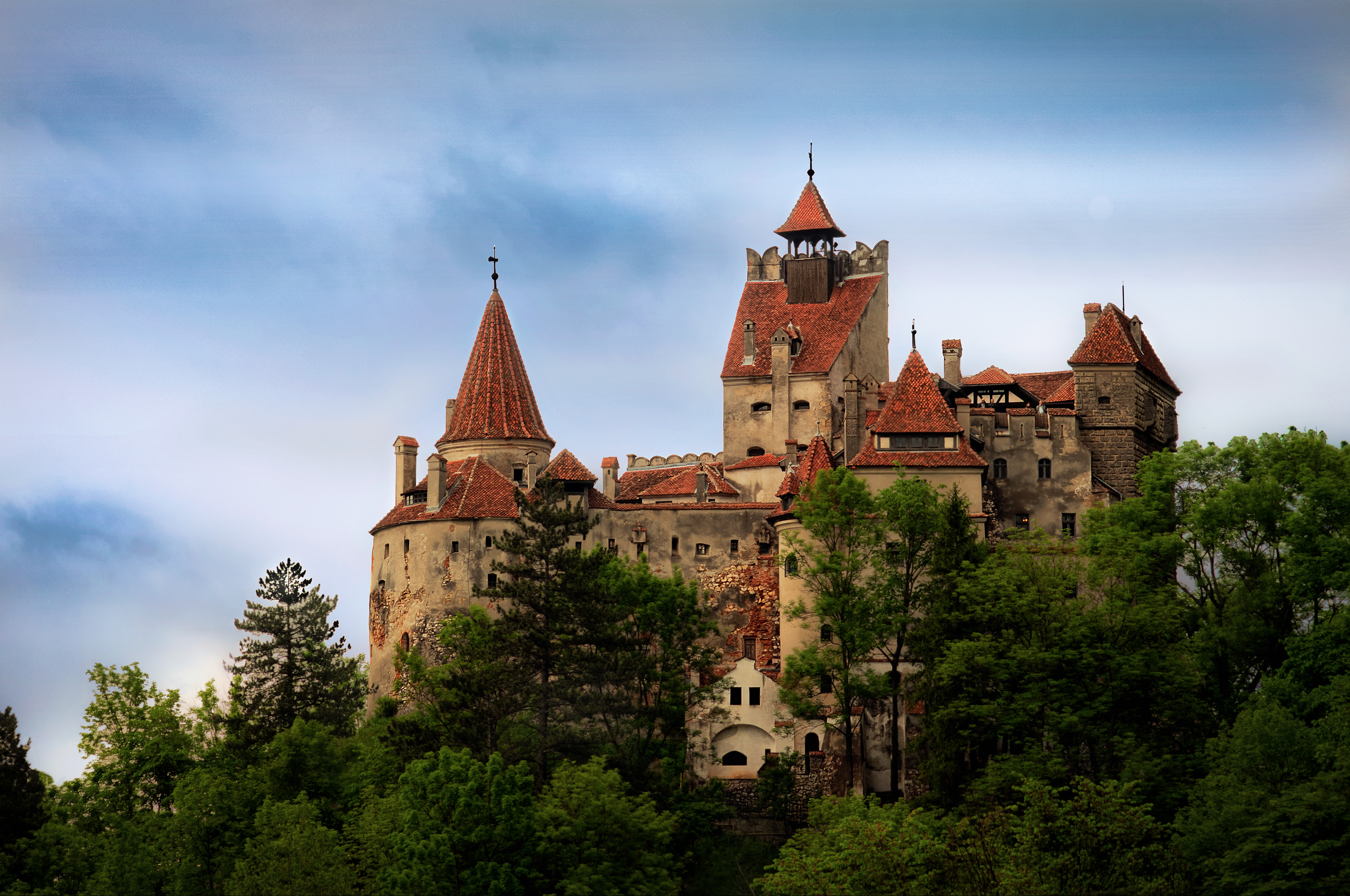
브란성

브란성(루마니아어: Castelul Bran, 독일어: Die Törzburg, 헝가리어: Törcsvári kastély)은 브라쇼브에서 남서쪽으로 25킬로미터 떨어진 브란에 위치한 성이다. 1377년 헝가리의 러요시 1세로부터 특권을 부여받은 작센인들이 건립했다. 트란실바니아의 국가기념물이자 랜드마크로서, DN73번 도로를 따라 트란실바니아와 왈라키아의 역사적 경계 지점에 요새가 자리잡고 있다.
트란실바니아 밖에서는 일반적으로 드라큘라성으로 알려져 있으며, 브램 스토커의 《드라큘라》에 등장하는 주인공의 거처로 홍보되고 있다. 그러나 스토커가 이 성에 대해 알고 있었다는 증거는 없으며, 드라큘라와 이름이 같은 왈라키아의 보이보드 블라드 체페슈와도 간접적인 연관성만을 가지고 있다. 스토커가 묘사한 허구의 드라큘라성은 낡고 허물어진 모습으로, 브란성의 실제 모습과는 전혀 다르다.
현재 이 성은 마리아 왕비가 수집한 예술품과 가구를 전시하는 박물관으로 사용되고 있다. 관광객들은 자유 관람이나 가이드 투어를 통해 성 내부를 둘러볼 수 있다. 언덕 아래에는 브란 지역의 전통적인 루마니아 농민 건축물(농가, 헛간, 수력 기계 등)을 전시하는 소규모 야외 박물관이 있다.

## 역사

### 독일 기사단의 목조성
1212년, 튜턴 기사단은 천 년이 넘는 기간 동안 상인들이 통행해 온 산간 통로 입구의 부르첸을란트 지역에 디트릭스타인이라는 목조 요새를 건립했다. 이 성은 1242년 몽골의 침입으로 파괴되었다.
성의 원래 이름인 디트릭스타인(라틴어로는 lapis Theoderici, '디트리히의 돌'이라는 뜻)은 1212년 문서에 등장하는 기사사령관(Commander)이자 지역 훈육장이었던 프라터 테오데리쿠스(frater Theodericus)에서 유래한 것으로 보인다. 이 디트리히가 성의 건축자일 것으로 추정된다. 1509년의 문서는 퇴르츠부르크 지역이 한때 독일 기사단의 디트리히 기사사령관의 소유였음을 확인해주고 있다.

### 크론슈타트 작센인들의 석조성
브란성에 대한 최초의 문서 기록은 1377년 11월 19일 헝가리의 러요시 1세가 발행한 칙령으로, 크론슈타트(현재의 브라쇼브) 작센인들에게 자신들의 비용과 노동력으로 석조성을 건립할 수 있는 특권을 부여했으며, 이때부터 브란 마을이 발전하기 시작했다. 1438~1442년에는 오스만 제국에 대항하는 방어 요새로 사용되었고, 이후 트란실바니아와 왈라키아를 잇는 산간 통로의 세관이 되었다. 당시 대부분의 성이 귀족들의 소유였던 것과 달리, 브란성은 트란실바니아의 독일 이주민들을 보호하고 방어하기 위한 목적으로 거의 전적으로 건립되었음이 밝혀졌다. 세관이 설치된 시기에 왈라키아의 미르체아 1세(재위 1386~95년, 1397년~1418년)가 잠시 성을 소유했던 것으로 여겨진다. 왈라키아의 통치자 블라드 체페슈(블라드 드러쿨레아, 1448년~1476년)는 브란 협곡을 여러 차례 지나갔지만 이 요새의 역사에서 중요한 역할을 한 것으로는 보이지 않는다. 한때 브란성은 헝가리 왕들의 소유였으나, 울라슬로 2세(재위 1471년~1516년)가 채무를 상환하지 못하면서 1533년 브라쇼브시가 다시 요새를 소유하게 되었다.
1530년, 왈라키아의 보이보드 모이세는 성을 점령하기 위해 군대를 보냈으나, 성주 데네스가 이끄는 세케이 군대가 성을 방어하여 왈라키아 군대를 물리쳤다.
브란성은 18세기 중반까지 군사적으로 중요한 역할을 수행했다.

### 왕실 거처와 그 이후
1920년 트리아농 조약으로 헝가리가 트란실바니아를 상실하자, 더 이상 성을 사용할 필요가 없고 노후화된 건물의 유지비용을 감당할 의사가 없었던 크론슈타트-브라쇼브의 작센인들이 루마니아 왕실에 성을 기증하면서 루마니아 왕국의 왕실 거처가 되었다. 마리아 왕비의 가장 사랑받는 거처이자 휴양지가 되었으며, 체코의 건축가 카렐 즈데넥 리만의 지휘 아래 대대적인 보수 공사가 이루어졌다. 이후 성은 제2차 세계 대전 중 이곳에서 병원을 운영했던 마리아 왕비의 딸 일레아나 공주에게 상속되었다. 1948년 왕실이 추방되면서 공산 정권에 의해 압류되었다.
2005년 루마니아 정부는 브란성과 같이 불법적으로 몰수된 재산의 반환 청구를 허용하는 법을 통과시켰고, 이듬해 성의 소유권은 일레아나 공주의 아들인 도미니크 대공에게 부여되었다.
2006년 5월 18일, 법적 절차를 거쳐 성은 일레아나 공주의 자녀들에게 법적으로 반환되었다. 다만 문화부를 통해 루마니아 정부가 향후 3년간 성을 관리하기로 했다.
2007년 9월 루마니아 의회 조사위원회는 도미니크 대공에 대한 성의 반환이 루마니아의 재산법과 상속법을 위반했다며 불법이라고 밝혔다. 그러나 2007년 10월 루마니아 헌법재판소는 의회의 청원을 기각했다. 또한 2007년 12월 루마니아 정부의 조사위원회는 반환 절차의 타당성과 적법성을 재확인하고 반환이 법에 따라 이루어졌음을 확인하는 결정을 내렸다.
2009년 5월 18일 브란성의 관리권이 정부에서 도미니크 대공과 그의 자매인 마리아 막달레나 대공녀, 엘리자베트 대공녀에게 이전되었다. 2009년 6월 1일, 합스부르크 가문은 보수공사를 마친 성을 루마니아 최초의 사립 박물관으로 일반에 공개했으며, 루마니아 관광 업계에서 자신들의 중요한 역할을 유지하고 이 지역의 경제적 기반을 보호하기 위해 브란 마을과 공동으로 전략적 구상을 제시했다.

## 드라큘라의 성
드라큘라 신화와 관련하여 수많은 전설이 그와 연관되어 있지만, 대부분의 역사학자들은 블라드 체페슈로도 알려진 블라드 3세 드러쿨레아가 브란성을 방문한 적이 없다는 데 동의한다. 브란성은 그가 방문하기에 우호적인 장소도 아니었고 그의 통치 아래 있지도 않았다. 1462년 헝가리군에 체포된 후 이곳에 투옥되었다는 설이 있었으나, 역사학자들은 현재 그가 부다페스트의 한 요새에 갇혀 있었다고 결론을 내리고 있다.

### 브램 스토커의 《드라큘라》와의 연관성
브란성은 소설 《드라큘라》에 언급되어 있지 않으며, 소설에서 묘사된 성의 모습도 브란성과 일치하지 않는다. 이 성과 드라큘라 전설 사이의 주장된 연관성은 관광산업에 의해 만들어진 것이다.
스토커가 트란실바니아 지역을 연구하는 과정에서 블라드 3세가 저지른 잔혹 행위에 대한 기록을 접했고, 이 주제에 대해 읽은 후 드라큘라라는 이름을 사용하게 되었다. 하지만 드라큘라의 영감이 전적으로 이 역사적 인물에 기반한 것은 아니었다. 블라드 3세가 드라큘라 캐릭터의 영감이 되었다고 여겨지는 것은 주로 미국 영화의 영향 때문이다.

## 대중문화에서의 다른 언급
로리 R. 킹의 셜록 홈즈와 메리 러셀 시리즈 중 하나인 《캐슬 셰이드》(2022년)의 대부분이 1925년 브란성과 그 주변을 배경으로 하고 있다.

### 사진 갤러리

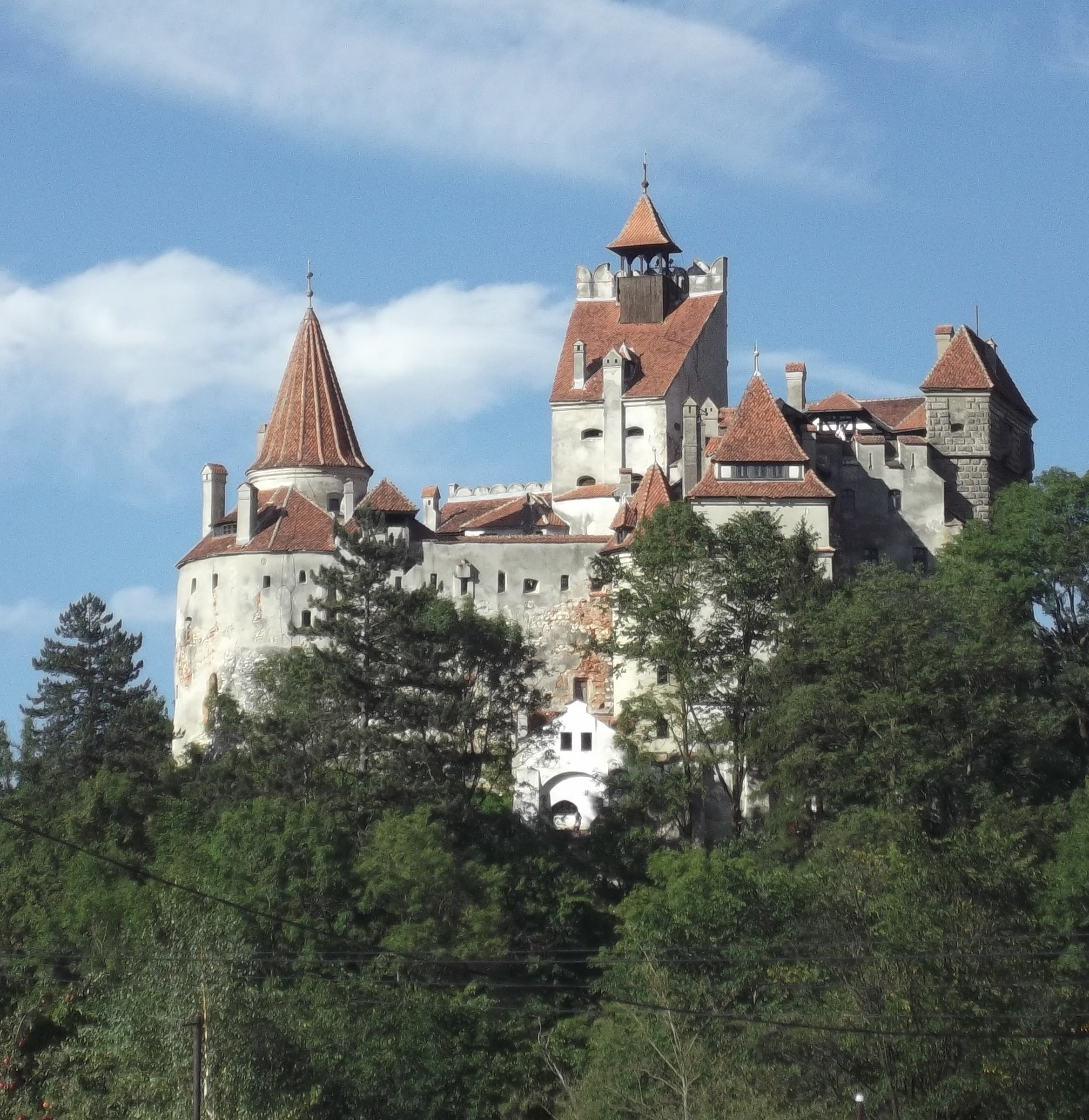
2012년 브란성
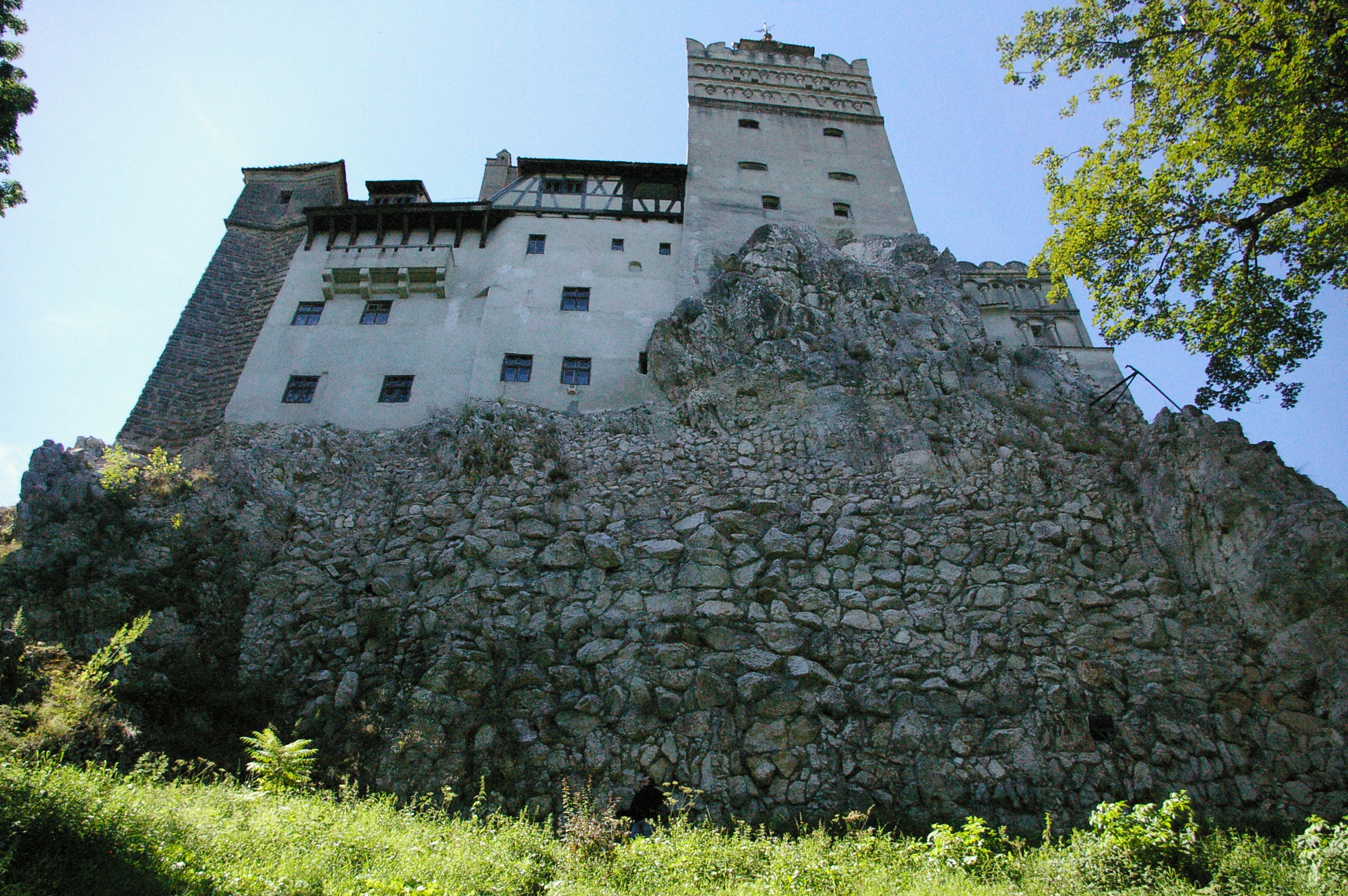
절벽 아래에서 바라본 남쪽 전면
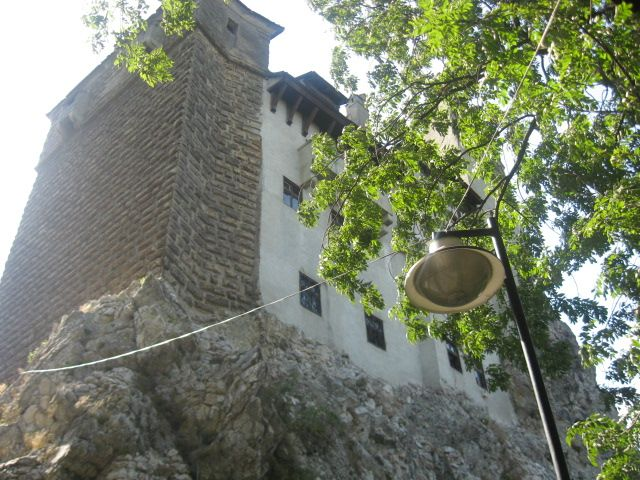
주 통로에서 바라본 동쪽 방벽
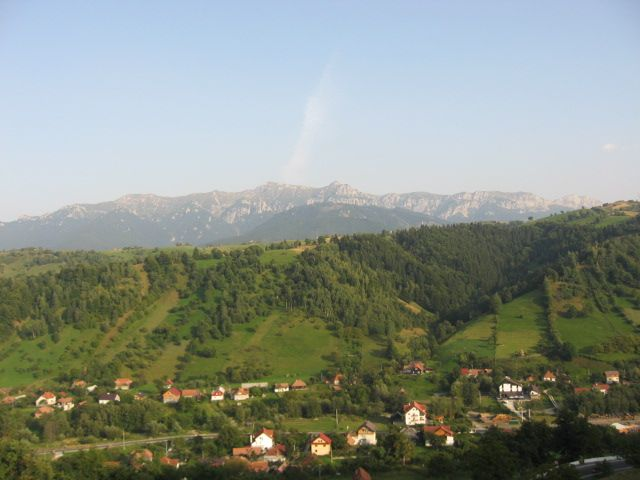
윗층 발코니에서 바라본 피아트라 크라이울루이 산맥 전경
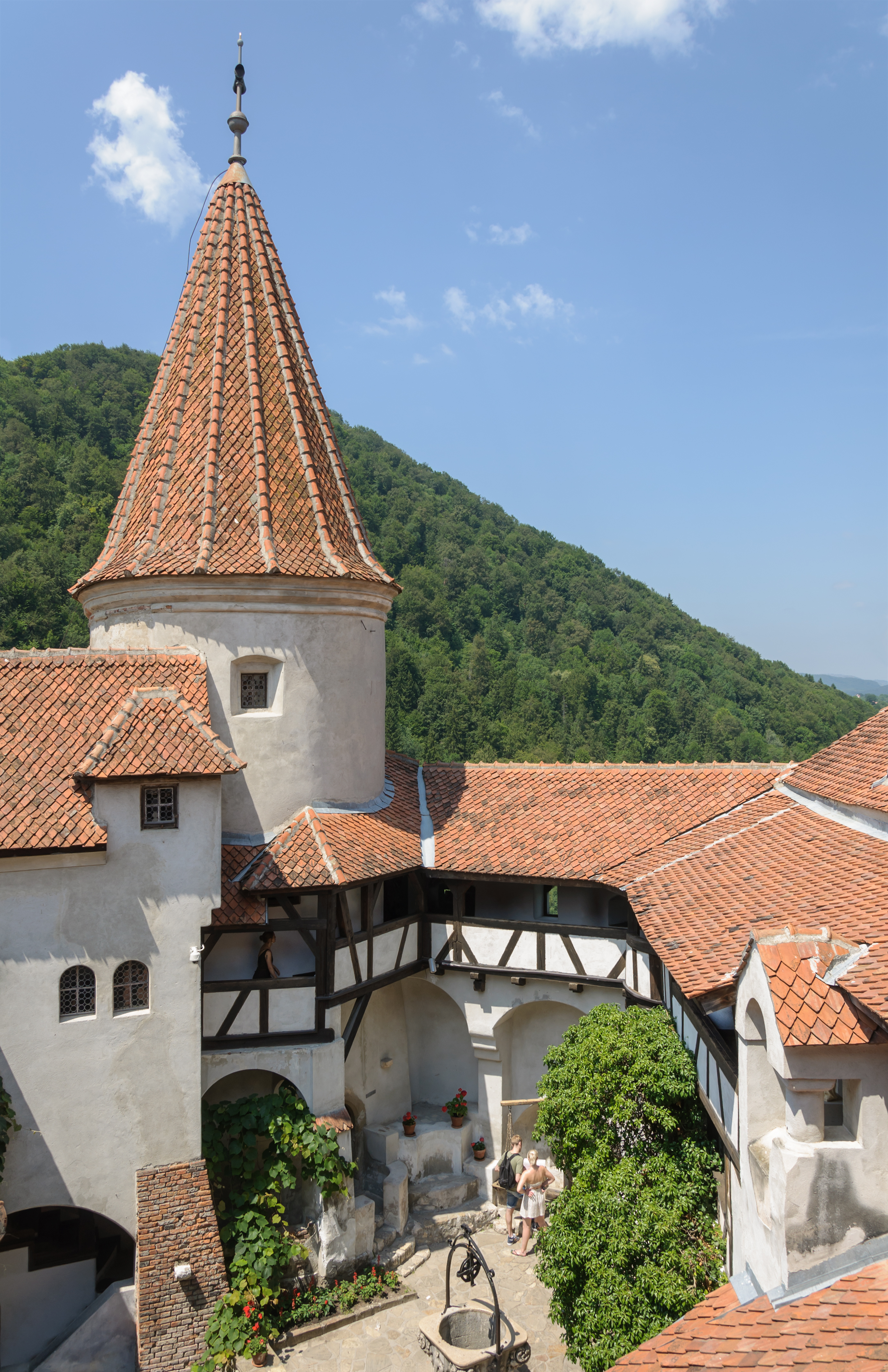
서쪽을 바라본 안뜰
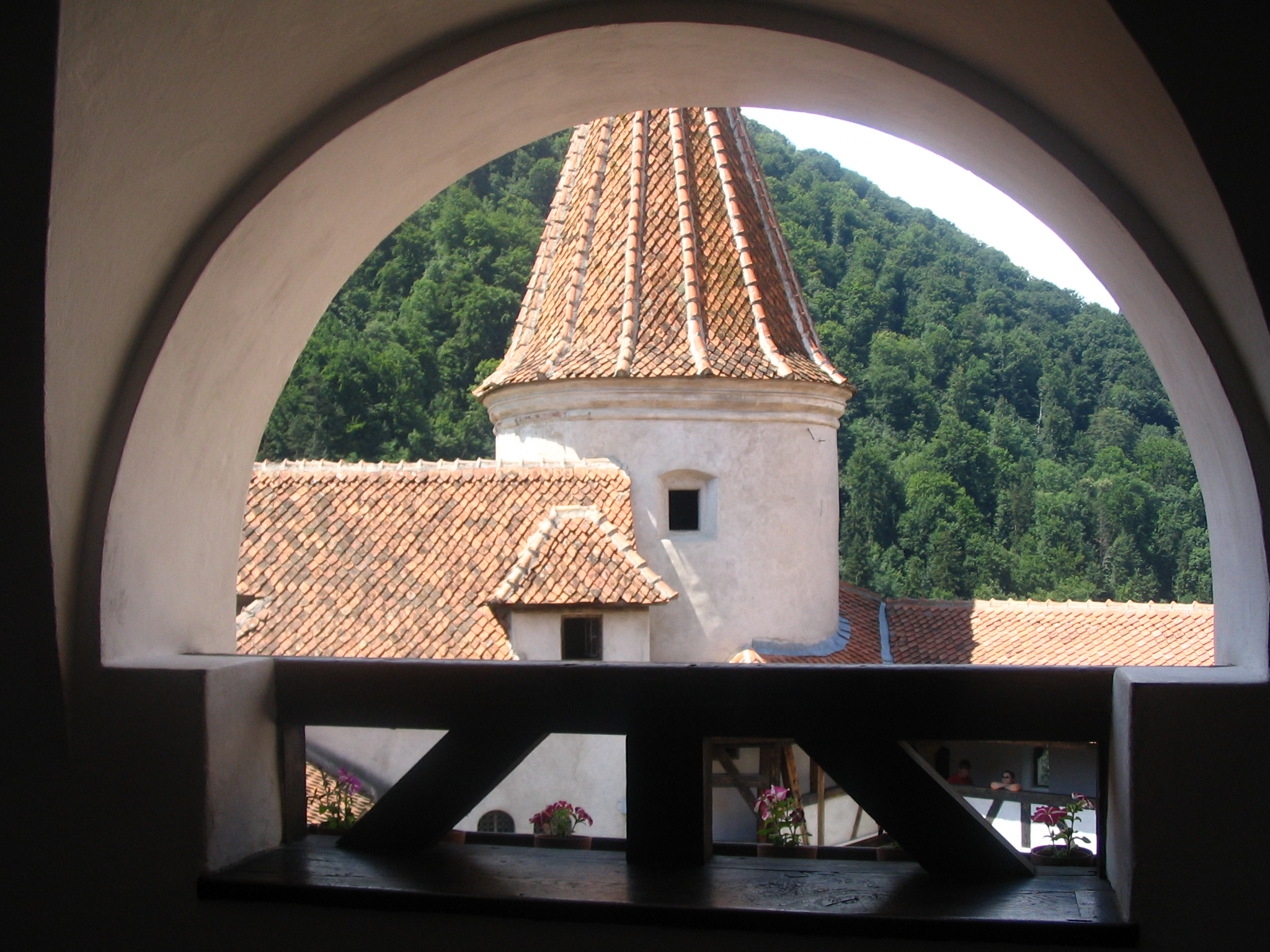
성 내부에서 바라본 서쪽 탑
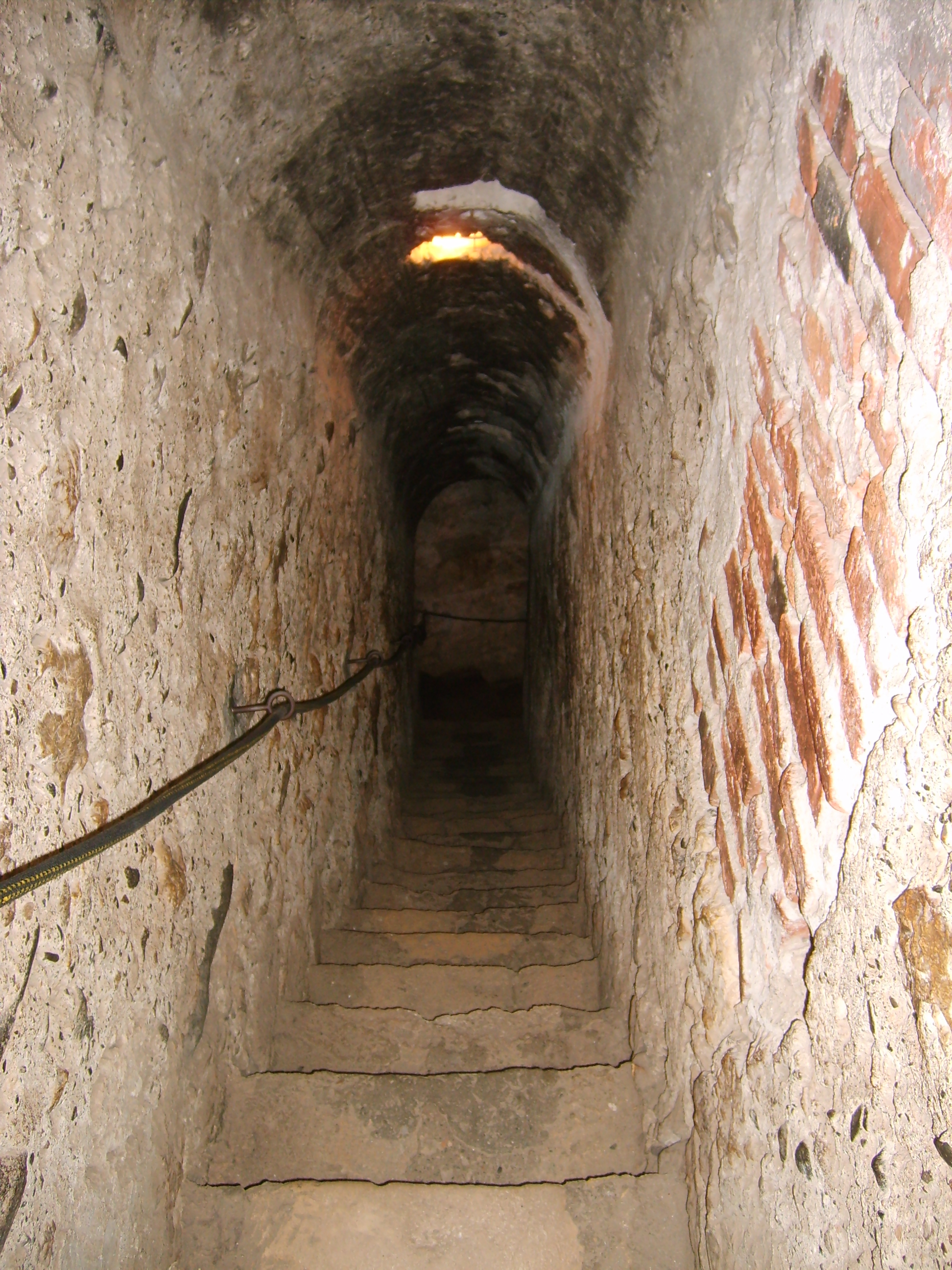
1층과 3층을 연결하는 비밀통로
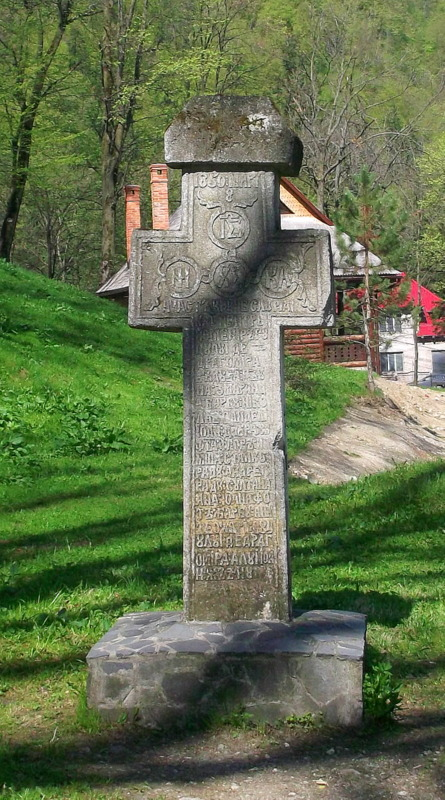
성 공원에 설치된 19세기의 석조 십자가

## 같이 보기
- 루마니아의 성
  - 포에나리성, 블라드 체페슈가 실제 머물렀던 성터
  - 펠레슈성
  - 코르빈성
- 루마니아의 관광
- 루마니아 7대 불가사의